# Bahnhof Kollam
Der Bahnhof Kollam Junction (oder Quilon Junction) (auf Malayalam കൊല്ലം ജംഗ്‌ഷൻ), allgemein bekannt als Quilon Railway Station, ist der Hauptbahnhof von Kollam, einer Stadt im indischen Bundesstaat Kerala. Es liegt in der Nähe des Stadtzentrums, Chinnakkada. Es ist einer der verkehrsreichsten Bahnhöfe in Indien und der größte in Kerala.
Er ist 1,3 km vom Busbahnhof KSRTC Kollam und 1,9 km vom Seehafen Kollam entfernt. Er ist flächenmäßig der zweitgrößte Bahnhof in Kerala und der größte hinsichtlich der Anzahl der Gleise. Die jährlichen Fahrkarteneinnahmen des Bahnhofs Kollam betragen €11,34 Millionen (US$12 Millionen) und die tägliche Fahrgastzahl dieses Bahnhofs beträgt 23.048.

## Geschichte
Kollam war die fünfte Stadt in Kerala, die an die Indian Railways angeschlossen wurde. Im Jahr 1904 wurde die Eisenbahnlinie, die Chennai über Madurai mit Kollam verband, fertiggestellt und der Bahnhof Quilon von König Rama Varma vom Königreich Travancore eröffnet.
Am 4. Januar 1918 wurde die Eisenbahnlinie über den Paravur nach Chala in Trivandrum (Hauptstadt des Bundesstaates Kerala) verlängert.

## Reiseservice
Alle 163 vorbeifahrenden Züge halten am Bahnhof Kollam Junction. Darunter fahren vier Fernexpresszüge von Kollam aus. Sie verbinden die Städte Chennai, Visakhapatnam und Tirupati mit Quilon.